# Samuel Cattet
Samuel Cattet (* 10. Dezember 1997) ist ein französischer Beachvolleyballspieler. Er ist amtierender französischer Meister im Sand (Stand: Januar 2024).

## Karriere Beachvolleyball
Nachdem er 2019 und 2020 mit verschiedenen Partnern Zehnter bei den französischen Meisterschaften wurde, belegte Samuel Cattet im folgenden Jahr mit Simon Lebecq den siebten Platz bei dem Championat. In der gleichen Saison standen sie bei einem weiteren nationalen Turnier in einem Finale. Mit Nicolas De Swetschin erreichte Cattet eine Spielzeit später die Vorschlussrunde der Landesmeisterschaften. Sein ständiger Partner wurde anschließend Olivier Barthélémy, mit dem er sein erstes Turnier gewann. Beim Zonal Volleyball Association of the Western European countries (WEVZA)-Riviera Beach Wettbewerb in Laigueglia überstand das Duo die Qualifikation und die weiteren Runden und besiegte im Finale Marco Viscovich und den Olympia-Neunten Alex Ranghieri in zwei Sätzen. 2023 standen die beiden Franzosen im Endspiel des Den Haag-Future, wurden französische Meister und erreichten das Achtelfinale bei den Challenge-Events in Haikou und Nuvali.